# 大吉 (津山市)
大吉（おおよし）は岡山県津山市にある地名。郵便番号は708-1203。

## 地理
旧・広戸村、勝北町の東端に位置する。

## 歴史

### 沿革
- 1872年 - 広戸村市場東分、広戸村市場西分、広戸村奥津川分、広戸村大岩分、広戸村草屋分が合併、広戸村となる。
- 1881年 - 広戸村が広戸市場村、広戸大岩村、広戸大吉村、広戸奥津川村に分村。
- 1889年6月1日 - 町村制施行により、勝北郡広戸大吉村が同郡広戸市場村、広戸大岩村、広戸奥津川村と合併、広戸村となる。広戸大吉村は大字広戸大吉となる。
- 1900年4月1日 - 勝北郡が勝南郡と合併し、勝田郡となる。
- 1955年1月1日 - 広戸村が、勝田郡勝加茂村、新野村と合併、勝北町となる。広戸村全域の大字がそれぞれ大字から広戸を省き、広戸大吉は大吉となる。
- 2005年2月28日 - 勝北町が苫田郡加茂町、阿波村、久米郡久米町とともに津山市に編入される。

## 世帯数と人口
2021年（令和3年）1月1日現在の世帯数と人口は以下の通りである。
| 町丁 | 世帯数  | 人口  |
| ---- | ------- | ----- |
| 大吉 | 232世帯 | 518人 |

## 小・中学校の学区
市立小・中学校に通う場合、学区は以下の通りとなる。
| 番地 | 小学校             | 中学校             |
| ---- | ------------------ | ------------------ |
| 全域 | 津山市立広戸小学校 | 津山市立勝北中学校 |

## 交通

### 道路
国道、県道は走っていない。

## 施設
- 案内簡易郵便局
- 五穀寺
- 広戸神社